# Nesophyla variata
Nesophyla variata är en insektsart som beskrevs av Henry Fairfield Osborn 1934. Nesophyla variata ingår i släktet Nesophyla och familjen dvärgstritar. Inga underarter finns listade i Catalogue of Life.